# Hemitriccus josephinae
Hemitriccus josephinae là một loài chim trong họ Tyrannidae.